# Hirehalli, Byadgi
Hirehalli là một làng thuộc tehsil Byadgi, huyện Haveri, bang Karnataka, Ấn Độ.